# Френсдорфф, Соломон
Соломон Френсдорфф (1803—1880) — немецкий и еврейский гебраист.
Ещё будучи гимназистом, он под влиянием Исаака Бернайса стал заниматься еврейской литературой. Изучал философию и восточные языки в Боннском университете. В Бонне Френсдорфф познакомился с Авраамом Гейгером, который в письмах к друзьям часто высказывает своё глубокое уважение к Френсдорффу.
В 1837 г. Френсдорфф стал заведующим еврейской школой в Ганновере, в 1848 г. директором учительской еврейской семинарии в том же городе, и на этом посту он оставался до смерти. Ф. Френсдорфф преимущественно занимался критическим исследованием и изданием масоретских произведений. Его труды в этой области считаются ценными. Ему принадлежат:
- «Fragmente aus der Punctationsund Accentlehre der hebräischen Sprache» (1847);
- «Die Massora Magna. Massoretisches Wörterbuch» (1876);
- «Aus dem Sefer ha-Zichronot des Elias Levita», в Monatsschrift, XII, 96.

- Hebrew title page of "Das Buch Ochlah W'Ochlah" by Solomon Frensdorff
- German title page of "Das Buch Ochlah W'Ochlah" by Solomon Frensdorff
- Cover of "Das Buch Ochlah W'Ochlah"
- Solomon Frensdorf Hebrew side of tombstone
- Solomon Frensdorf German side of tombstone